# 特攻に関連する作品の一覧
特攻に関連する作品の一覧は（とっこうにかんれんするさくひんのいちらん）は、特攻に関連する作品の一覧である。

## 映画
- 『あゝ決戦航空隊』
- 『あゝ特別攻撃隊』
- 『あゝ零戦』
- 『永遠の0』
- 『永遠の僕たち』
- 『英霊たちの応援歌 最後の早慶戦』
- 『男たちの大和/YAMATO』
- 『俺は、君のためにこそ死ににいく』
- 『海軍兵学校物語 あゝ江田島』
- 『きけ、わだつみの声 Last Friends』
- 『君を忘れない』
- 『雲ながるる果てに』
- 『雲の墓標より 空ゆかば』
- 『月光の夏』
- 『ゴジラ-1.0』
- 『最後の帰郷』
- 『最後の特攻隊』
- 『THE WINDS OF GOD』
- 『サクラ花〜桜花最後の特攻〜』
- 『零戦燃ゆ』
- 『戦場まんがシリーズ』

作品の1つである「音速雷撃隊」にて、主人公が桜花に乗り込んでアメリカ軍の空母に特攻する。
- 『大日本帝国』
- 『出口のない海』
- 『日本戦歿学生の手記 きけ、わだつみの声』
- 『日本のいちばん長い日』
- 『ホタル』
- 『真夏のオリオン』
- 『連合艦隊』

## 音楽
- 『Alas de Hierro 〜虚空に散った若き戦士たちへの鎮魂歌〜』（作曲：天野正道、吹奏楽作品）
- 『The Wind Of The God』（作詞・作曲・歌：YOUTHQUAKE、アルバム「Six Feet Under Is Not Deep Enough」収録）
- 『あゝ回天』（作詞：山門芳馨/作曲：長津義司/歌：山田実、1973年テイチクレコード）
- 『嗚呼神風特別攻撃隊』（作詞：野村俊夫、作曲：古関裕而、1944年11月ラジオ報道歌謡）
- 『あゝ特別攻撃隊』（作詞：川内康範、作曲：吉田正、歌：橋幸夫、1964年4月ビクターレコード）
- 『神風特別攻撃隊の歌』（作詞：西条八十、作曲：古関裕而、歌：伊藤武雄、安西愛子、1945年3月コロムビアレコード）
- 『神風特攻隊』（作詞・作曲・歌：長渕剛、アルバム「Come on Stand up!」収録）
- 『コバルトブルー』（作詞・作曲・歌：THE BACK HORN、アルバム「BEST THE BACK HORN」収録）
- 『三角の山』（作曲：酒井格、吹奏楽作品）
- 『特攻隊節』（作者不詳、作曲：白頭山節から取った兵隊ソング）
- 混声合唱組曲『滄海よ うたって -人間魚雷 回天』 （原詩：車木蓉子、作曲：新実徳英）
- 混声合唱組曲『初恋物語』（原詩：森村誠一、作曲：池辺晋一郎）
- 『蛍』（作詞・作曲：桑田佳祐、歌：サザンオールスターズ、2013年、シングル「ピースとハイライト」収録）
- 『鬼灯』（作詞・作曲・歌：桑田佳祐、2021年、ミニアルバム「ごはん味噌汁海苔お漬物卵焼き feat. 梅干し」収録）

## テレビ
- 『愛と哀しみの海 戦艦大和の悲劇』
- 『海よ空よ息子たちよ』
- 『永遠の0』
- 『零のかなたへ〜THE WINDS OF GOD〜』
- 『山河燃ゆ』

2015年時点で太平洋戦争がテーマの唯一の大河ドラマ。渡辺謙が学徒出陣の予備士官役で出演している。
- 『妻と飛んだ特攻兵』
- 『ドッグファイト〜華麗なる空中戦〜』

シリーズ 第22回「神風」、第23回「ドイツの神風攻撃隊」にて、特攻が取り上げられている。
- 『なでしこ隊〜少女達だけが見た“特攻隊”封印された23日間
- 『二十六夜参り』
- 『僕たちの戦争』
- 『若いいのち』

## DVD
- 『Kamikaze in Color』
- 『ドキュメント 特攻〜日本海軍による対艦体当たり攻撃機の記録〜前篇・後篇（全2巻）』

## 舞台
- 『THE WINDS OF GOD』
- 『Theater of AAA 〜ボクラノテ〜』

## 文学作品・漫画
- 汐見夏衛『あの花が咲く丘で、君とまた出会えたら。』
- 百田尚樹『永遠の0』
- 三島由紀夫『英霊の聲』
- 中村克郎編『きけ わだつみのこえ』
- 佐藤大輔『征途』

主人公の1人である藤堂明が菊水作戦に参加、戦死。
- 阿川弘之『雲の墓標』
- 熊谷達也『群青に沈め 僕たちの特攻』
- 城山三郎『指揮官たちの特攻 幸福は花びらのごとく』
- 梶原一騎原作『空手バカ一代』

主人公、飛鳥拳（大山倍達がモデル）が特攻くずれという設定。
- 高橋和巳『散華』
- ちばてつや『紫電改のタカ』
- 坂口安吾『真珠』
- 知覧特攻平和会館編『いつまでもいつまでもお元気で』
- 今西祐行『すみれ島』
- 本宮ひろ志『ゼロの白鷹』
- 松本零士『戦場まんがシリーズ』
- 渡辺大助『特攻 絶望の海に出撃せよ』
- 坂口安吾『特攻隊に捧ぐ』
- 佐藤秀峰『特攻の島』
- 工藤雪枝『特攻へのレクイエム』
- 三島由紀夫『葉隠入門』

「非人間的」「犬死」と批判された特攻隊に触れながら、「いかなる死も、それを犬死と呼ぶことはできない」と反論している。
- 高木俊朗『陸軍特別攻撃隊』
- 鴻上尚史『不死身の特攻兵 軍神はなぜ上官に反抗したか』

## 新作落語
- 『明日ある君へ ～知覧特攻物語～[1]』

知覧特攻隊をテーマにした3代目桂春蝶の新作落語。エンディングテーマには桑田佳祐の「月光の聖者達」が使用されており、桑田本人にも使用の許可をもらっている。